# Александра фон Анхалт
Александра Тереза Мария фон Анхалт (на немски: Alexandra Therese Marie von Anhalt; * 4 април 1868, Десау; † 26 август 1958, Швецинген) от род Аскани, е принцеса от Анхалт-Десау и чрез женитба трон-принцеса на Шварцбург (1897 – 1918).

## Биография
Тя е най-малката дъщеря на херцог Леополд Фридрих I Франц Николаус фон Анхалт (1831 – 1904), княз фон Анхалт-Десау, и съпругата му Антоанета фон Саксония-Алтенбург (1838 – 1908), дъщеря на принц Едуард фон Саксония-Алтенбург (1804 – 1852) и първата му съпруга Амалия фон Хоенцолерн-Зигмаринген (1815 – 1841).
Александра фон Анхалт умира на 90 години на 26 август 1958 г. в Швецинген ие погребана в семейната гробница „фон Рейнов“ в Швецинген.

## Фамилия
Александра фон Анхалт се омъжва на 25 януари 1897 г. в Десау за трон-принц Зицо фон Шварцбург (* 3 юни 1860, Рудолщат; † 24 март 1926, Гросхартау), син на принц Фридрих Гюнтер фон Шварцбург-Рудолщат (1793 – 1867) и принцеса Хелена фон Анхалт (1835 – 1860), дъщеря на принц Георг фон Анхалт-Десау. Те живеят в Гросхартау и имат три деца:
- Мария Антоанета (* 7 февруари 1898, Гросхартау; † 4 ноември 1984, дворец Блументал, Клинген), омъжена на 4 януари 1925 г. във Вилденфелс за граф Фридрих Магнус V фон Золмс-Вилденфелс (* 1 ноември 1886; † 6 септември 1945)[6]
- Ирена (* 27 май 1899, Гросхартау; † 28 февруари 1939, Мюнхен), неомъжена
- Фридрих Гюнтер фон Шварцбург (* 5 март 1901, Гросхартау; † 9 ноември 1971, Мюнхен), женен на 7 март 1938 г. в Хайнрихау (развод същата година) за принцеса София Луиза Аделхайд Мария Олга Карола фон Саксония-Ваймар-Айзенах (* 20 март 1911; † 21 ноември 1988); нямат деца

- Принцеса Александра фон Анхалт-Шварцбург
- Принц Зицо фон Шварцбург